# Alessandro Tommaso Arcudi
Alessandro Tommaso Arcudi (San Pietro in Galatina, 1655 – Andrano, 1718) è stato uno scrittore e letterato italiano, religioso nell'Ordine domenicano.

## Biografia
Alessandro Tommaso Arcudi nacque a San Pietro in Galatina (che nel 1861 prenderà il nome di Galatina) nel 1655. Appartenente a una storica famiglia del luogo, all'età di 17 anni entrò nell'Ordine dei frati predicatori (domenicani) diventandone predicatore generale. Lasciò numerosi scritti di carattere filosofico e religioso alcuni dei quali sono conservati nella Biblioteca civica di Galatina.
Autore dell'operetta Galatina letterata edita a Genova nel 1709, dove sono raccolte notizie riguardanti 44 uomini illustri che hanno onorato la sua città natale, fra i quali gli Arcudi naturalmente, e poi i Vernaleone, i Mongiò, gli Zimara, nonché Francesco Cavoti, Marcello Pepio, Ottavio Scalfo, Stefano Pendinelli, il famoso arcivescovo d'Otranto al tempo dei Turchi, e altri.
La sua prima opera, del 1699, fu L'anatomia degli ipocriti firmata con lo pseudonimo di Candido Malasorte Ussaro, anagramma del suo nome e cognome, in cui i suoi bersagli preferiti furono i gesuiti accusati di visitare botteghe e "femminelle" anziché ritirarsi a studiare. Per tal motivo fu relegato dai suoi superiori nel convento di Andrano dove morì.

## Opere
- Anatomia degl'ipocriti di Candido Malasorte Ussaro..., Venezia, per Girolamo Albrizzi, 1699.
- Galatina letterata, Genova, nella stamperia di Giovan-Battista Celle, 1709.
- Prediche quaresimali, Lecce, dalla stamperia del Mazzei, 1712.
- S. Atanasio magno, ed ammirabile, Lecce, dalla stamperia di Oronzio Chiriatti, 1714.
- Le due Galatine difese, il libro e la patria, Genova, Stamperia di Giovan-Battista Celle, 1715.
- Orbis rectus, Lycii, typis Orontii Chiriatti, 1719